# Takatsukasa Nobufusa
Takatsukasa Nobufusa (jap. 鷹司 信房; * 17. November 1565; † 18. Januar 1658 (Meireki 3/12/15)) belebte die in der männlichen Linie mit Takatsukasa Tadafuyu ausgestorbene go-sekke-Familie Takatsukasa wieder.
Er war ein leiblicher Sohn Nijō Haruyoshis (二条 晴良). Nach Annahme des Namens Takatsukasa galt er als Adoptivsohn von Tadafuyu, der 15 Jahre vor seiner Geburt verstorben war. Seine Mutter war die Joō des kaiserlichen Prinzen Sadaatsu.
Nobufusa war Kampaku von 1606 bis zum 31. Januar 1609 für Go-Yōzei.
Verheiratet war er mit einer Tochter des Sassa Narimasa (佐々 成政). Er hatte zwölf überlebende Kinder, davon sieben Töchter. Die meisten traten in Klöster ein. Der zweitgeborene Nobutaka übernahm die in der Familie erbliche Stellung des Bettō im Kōfuku-ji. Seine Tochter Takako (孝子; 1602–74) wurde mit dem Shōgun Tokugawa Iemitsu verheiratet. Der 1636 geborene Nobuhira wurde Stammvater einer Matsudaira-Linie.